# Соколенко Олександра Іванівна
Олександра Іванівна Соколенко (нар. 1935 р.) – український  педагог, кандидат фізико-математичних наук, приват-професор.

## Біографія
О. І. Соколенко народилася в 1935 році у Краматорському районі Донецької області.
Першу педагогічну освіту за фахом "вчитель початкових класів" здобула у Білгород-Дністровському педагогічному училищі.
У 1960 році закінчила фізико-математичний факультет Одеського державного педагогічного інституту імені К. Д. Ушинського.
Вчителювала в Ананьївській загальноосвітній школі Одеської області.
В 1961 році почала працювати в Одеському педагогічному інституті лаборантом кафедри фізики. В 1962 - 1965 роках навчалася в аспірантурі.
У 1967 році захистила дисертацію на здобуття наукового ступеня кандидата фізико-математичних наук. В 1971 році присвоєно вчене звання доцента.
В 1975 – 1985 роках була деканом фізико-математичного факультету,  в 1985 – 1987 роках – проректором з навчальної роботи, в 1988 – 1993 роках – завідувачем кафедри фізики Одеського педагогічного інституту. В 1993 – 2015 роках працювала на посаді професора кафедри фізики Південноукраїнського педагогічного університету імені К. Д. Ушинського.
У 2009 році присвоєно вчене звання приват-професора.
Обрана академіком Української академії національного прогресу.
Обиралася депутатом Одеської міської та Центральної районної (м. Одеси) рад.

## Науково-педагогічна діяльність
У колі наукових інтересів:   питання зв’язку електронної структури з властивостями твердих тіл,  проблеми методики викладання фізики.
Є автором понад 100 опублікованих праць.

### Праці
- Температурна залежність структури К-спектрів кремнію// Доповіді Академії Наук УРСР. – 1975. – № 5. – С. 449 – 452.
- Реальная схема межсезонных переходов и рентгеновские спектры// ХХІІІ Всесоюзное совещание по рентгеновской и электронной спектроскопии: Тезисы докладов. – Львов, 1991. – С. 93 – 94.
- Применение компьютеров для процесса обучения на уроках физики как средство профилактики утомления// Вопросы профилактики. – Одесса, 1995. – С. 12 – 13.
- Викладання українською мовою курсу фізики. Досягнення і проблеми// Проблеми впровадження державної мови в навчальних закладах Одещини: Тези регіональної науково-практичної конференції. – Одеса, 2003. – С. 90 – 91.
- Квантова фізика: Для студентів та магістрантів фізико-математичних факультетів. –  Одеса: ПНПУ, 2012. –  171 с.
- Оптика:  Для студентів та магістрантів фізико-математичних факультетів. – Одеса: ПНПУ, 2014. –  97 с.

## Нагороди
- Орден «Знак Пошани» (1976 р.).
- Знак «Відмінник народної освіти УРСР»